# 손타란
손타란 (Sontaran, /sɒnˈtɑːrən/)은 영국 SF 드라마 <닥터 후>에 등장하는 인간형 외계 종족이다. 우주의 전사 종족으로서 적에게 무자비하면서도 죽음을 두려워하지 않는 성격이 특징으로, 70년대 닥터 후 작가로 활동한 로버트 홈즈가 만들어냈으며, 1973년 3대 닥터 시절 에피소드인 <The Time Warrior> 편에서 처음 등장하였다.

## 등장

### 텔레비전
3대 닥터 시절이던 1973년 에피소드 <The Time Warrior>에 처음으로 등장한다. '링스' (Linx)라는 이름의 손타란이 중세 유럽에 불시착하게 되는데, 우주선을 고치기 위해 프로젝터로 미래에서 인간 과학자를 데려온다. 당시 촬영 리허설에서 링스 역을 맡은 케빈 린지는 종족의 이름을 '손타란' (son-TAR-an)으로 발음함으로서 표기를 명확히 했다. 앨런 브롬리 감독은 첫 음절에 강세를 두어 '손터런' (SON-taran)이 되어야 한다면서 이를 수정하려 하자, 케빈 린지는 '손타란이 맞는 것 같다. 내가 거기서 왔기 때문에 알 수밖에 없다'며 너스레를 떨었다고 한다. 이후 종족의 이름은 케빈 린지가 선택한 발음에 맞춰 그대로 유지되었다.
4대 닥터 시절이던 1975년 에피소드 <The Sontaran Experiment>에서는 스티어 (Styre)라는 또다른 손타란이 등장, 먼 미래의 지구에서 포획된 우주 비행사를 실험하는 모습으로 등장한다. 1978년 에피소드 <The Invasion of Time>에서 세번째로 등장하여 갈리프레이를 점령하는 데 성공하지만 하루도 채 안되어 다시 쫒겨난다. 이후 1985년 <The Two Doctors>에서 마지막으로 등장한다. 비슷한 시기 BBC 어린이 프로그램 <지밀 픽스 잇>의 한 코너로 방영된 "A Fix with Sontarans" (손타란과 고쳐보기)에도 출연하며, 여기서는 콜린 베이커가 6대 닥터로, 자넷 필딩이 티건 조반카로 출연한다. 한편 올드 시즌의 손타란 관련 에피소드에서는 루턴 호스트 (Rutan Host)라는 종족과 수천년 동안 전쟁을 벌였다는 설정이 등장하는데, 이 루턴은 1977년 에피소드 <Horror of Fang Rock>에 등장하나, 손타란은 등장하지 않는다.
손타란이 뉴 시즌 들어 처음 등장하게 된 것은 2008년 방영된 시즌 4 에피소드 "The Sontaran Stratagem" / "The Poison Sky" 편으로, 올드 시즌과는 다른 모습으로 재탄생하였다. 손타란은 지구 대기에 가스를 살포해 새로운 클론 배양공간으로 테라포밍할 계획을 꾸미지만, 10대 닥터 (데이비드 테넌트 분)가 나서 그들의 계획을 저지한다. 이와 함께 뉴 시즌의 배경이 되는 최후의 시간 전쟁에 참전하지 않았다는 사실도 밝혀진다. 같은 시즌의 에피소드 "Turn Left"에서는 동일한 사건이 평행 우주에서 벌어지는 모습이 묘사된다. 실제 우주에서와 동일하게 실패로 돌아가는데, 로즈 타일러 (빌리 파이퍼 분)는 토치우드 기관의 희생으로 저지할 수 있었다며, 토치우드 기관의 리더 캡틴 잭 하크니스 (존 배로먼 분)이 손타란에 붙잡혀 갔다고 설명한다. "The Stolen Earth"에서는 UNIT이 손타란 기술을 기반으로 순간이동 장치를 개발했다는 설정이 소개된다.
스핀오프 드라마 <사라 제인 어드벤처>의 2008년 에피소드 "The Last Sontaran" 편에서는 "The Poison Sky" 사건에서 홀로 살아남은 카 사령관이 등장하며, "Enemy of the Bane" 편에서도 등장한다. 2010년 신년 특집으로 방영된 "The End of Time" 제2부에서는 닥터의 전 동행자인 미키 스미스 (노엘 클라크 분)와 마사 존스 (프리마 아저먼 분)이 UNIT 훈련에 참가했다가 어느 손타란 저격수에게 저격당할 위기에 놓이지만, 닥터가 나서 손타란을 무력화시킨다. 
11대 닥터 (맷 스미스 분) 시절이던 2010년 시즌 5의 마지막화 "The Pandorica Opens"에서는 닥터의 적 동맹 가운데 손타란 전함이 합류한 것으로 잠깐 묘사된다. 2011년 시즌 6 에피소드 "A Good Man Goes to War"에서는 손타란의 의무병 스트랙스 사령관 (별명 스타키)이 처음으로 등장한다. 스트랙스는 지난 과오를 반성하고 실루리안 전사 마담 바스트라 (니브 매킨토시 분)와 그 아내 제니 플린트 (캐트린 스튜어트 분)과 힘을 합쳐, 닥터의 편에서 맞서 싸운다. 이후 스트랙스는 2012년 "The Snowman", 2013년 "The Crimson Horror", "The Name of the Doctor", 2014년 "Deep Breath"에서도 바스트라, 제니와 함께 등장한다. 2013년 크리스마스 특집으로 방영된 "The Time of the Doctor"에서도 닥터가 지키던 트렌잘로어를 침략하는 외계 종족 가운데 하나로 손타란이 언급된다. 이후 2015년 에피소드 "Face the Raven"에서 손타란이 난민의 모습으로 잠깐 등장한다.
2021년 13대 닥터의 마지막 정규 시즌인 'Flux'에서 손타란이 13년 만에 주연 악당으로 등장하는데 이 때 모습이 다시 한번 달라졌다. 제1부 'The Halloween Apocalpyse' 편에 처음 모습을 드러낸 손타란은 플럭스 위기를 악용해 다양한 시간대의 지구를 장악할 계획을 세우고 있었다. 제2부 'The War of the Sontarans'에서는 크림 전쟁기의 세바스토폴로 시험삼아 일부 대원들을 보냈으나, 단과 카바니스타가 전함을 탈취하면서 계획이 꼬이고, 끝내 닥터에게 패배한다. 이후 제5부 'Survivors of the Flux'의 마지막 부분에서 다시 등장한다. 자기네들이 가입한 동맹인 그랜드 서펀트 (Grand Serpent)의 개입 덕에 플럭스 위기가 발생하는 동안 지구를 침략해 장악하기에 이른다. 제6부 'The Vanquishers'에서 닥터 일행은 손타란들이 사이버맨과 달렉을 속여 플럭스에 갈아넣고, 자기네들은 루파리 함선을 납치해 안전하게 피신하려는 계획을 세우고 있음을 알게 된다. 이에 닥터가 직접 함선을 먼저 납치하고, 플럭스가 개시됨과 동시에 손타란의 군대도 무찌른다.

### 등장 에피소드
2013년 닥터 후 시즌 7부터 조연으로 등장한 스트랙스의 출연 목록은 해당 문서 참고.

#### 닥터 후
- The Time Warrior (1973년)
- The Sontaran Experiment (1975년)
- The Invasion of Time (1978년)
- The Two Doctors (1985년)
- "The Sontaran Stratagem" / "The Poison Sky" (2008년)
- Flux (2021년)
  - "The Halloween Apocalypse" (2021년)
  - "War of the Sontarans" (2021년)
  - "Survivors of the Flux" (2021년)
  - "The Vanquishers" (2021년)

##### 카메오 출연
- "The End of Time" (2010년)
- "The Pandorica Opens" (2010년)
- "A Good Man Goes to War" (2011년)
- "The Time of the Doctor" (2013년)
- "Face the Raven" (2015년)

#### 사라 제인 어드벤처
- The Last Sontaran (2008년)
- Enemy of the Bane (2008년)